# Incident de la mer des Philippines de 1965
Le crash de l'A-4 en mer des Philippines en 1965 est un incident de type Broken Arrow au cours duquel un chasseur Douglas A-4 Skyhawk de la marine américaine transportant une arme nucléaire tombe dans la mer au large du Japon depuis le porte-avions USS Ticonderoga. L'avion, le pilote et l'arme n'ont jamais été retrouvés. Ce n'est qu'en 1989 que l'accident est révélé au grand public, déclenchant une polémique au Japon sur la présence d'armes nucléaires sur les navires américains dans les ports japonais. Le gouvernement américain répond que la profondeur et la pression ont rendu inoffensif la bombe atomique et qu'il n'y a pas de risques pour la population.

## L'accident
Dans le cadre de la Guerre du Viêt Nam, le porte-avion américain USS Ticonderoga a mené des opérations de bombardement au Viêt Nam et repart vers le port japonais de Yokosuka.
Le 5 décembre 1965, 31 jours après le départ du Ticonderoga de la base navale américaine de Subic Bay aux Philippines, un avion Douglas A-4 Skyhawk tombe sur le côté lors d'un exercice d'entraînement alors qu'il est transporté du hangar numéro 2 à l'ascenseur numéro 2. Il coule à 4 900 mètres de profondeur. Le pilote, le lieutenant Douglas M. Webster ; l'avion, Douglas A-4E BuNo 151022 du VA-56 ; et la bombe nucléaire B43 n'ont jamais été récupérées. L'accident aurait eu lieu à 109 kilomètres de l'île de Kikai (préfecture de Kagoshima au Japon),.
Le Ticonderoga a à son bord l'escadre Carrier Air Wing Five lors de cette croisière, avec deux escadrons de Skyhawks. L'avion perdu fait partie de l'Attack Squadron 56 (VA-56) ; VA-144 étant l'autre escadron.

## Révélation et réactions
L'incident reste secret jusqu'en 1981, année où le Pentagone dresse une liste des incidents impliquant des armes nucléaires. À l'époque, le Pentagone indique que l'accident a eu lieu dans l'océan Pacifique, à 500 miles (800 kilomètres) de toute côte. L'accident est classé parmi les incidents « Broken arrow » (flèche brisée).
La perte de l'avion transportant une bombe H est évoquée pour la première fois dans le magazine Newsweek en 1989, qui révèle que l'avion a coulé beaucoup plus près du Japon qu'initialement annoncé. La raison de ce mensonge est la pratique américaine de ne jamais confirmer ou infirmer la présence d'armes nucléaires à bord de ses navires.
En réponse, le gouvernement du Japon a émis une requête diplomatique pour obtenir des détails sur cet accident. La presse japonaise se montre très critique envers le gouvernement américain pour avoir caché cette affaire, et évoque la possibilité que pendant la guerre du Viêt Nam et plus généralement la guerre froide, des navires américains aient pu transiter par des ports japonais en transportant des armes nucléaires sans avoir demandé d'autorisation préalable. Si le A-4 Skyhawk n'était pas tombé du Ticonderoga, le porte-avion aurait transporté une arme nucléaire dans le port japonais de Yokosuka. Les États-Unis n'ont pas communiqué à ce sujet pour en éviter les répercussions politiques.
En réponse, le gouvernement américain explique que l'incident a eu lieu dans les eaux internationales, et que la profondeur à laquelle se trouve l'épave de l'avion et sa bombe ne posent pas de risques pour la population japonaise alentour. Les États-Unis indiquent que l'arme nucléaire n'a pas été conçue pour résister à la pression à cette profondeur, et que la bombe s'est dégradée : du matériel radioactif a ainsi pu fuir dans l'océan, mais le mécanisme de détonation, endommagé, ne fonctionne plus. Ils estiment que l'impact environnemental est minime. Le gouvernement japonais accepte les explications et n'a pas interrogé davantage sur d'éventuels autres cas de présence d'armes nucléaires au Japon.
Au total, entre 1945 et 1989, 50 armes nucléaires et 11 réacteurs ont été perdus en mer par les États-Unis.

### Traduction
- (en) Cet article est partiellement ou en totalité issu de l’article de Wikipédia en anglais intitulé « 1965 Philippine Sea A-4 incident » (voir la liste des auteurs).